# سانفو
سانفو شهری در شهرستان آوری در استان باله در بورکینافاسوی جنوبی است و جمعیت آن ۱۴۳۴ نفر است.